# Antoine Gimenez
Ne doit pas être confondu avec le sportif Antoine Jimenez
Bruno Salvadori, connu sous le pseudonyme Antoine Gimenez (né le 14 décembre 1910 à Chianni, dans la province de Pise, en Italie et mort le 26 décembre 1982  à Marseille) est un militant anarchiste italien qui a combattu dans la Colonne Durruti lors de la Guerre civile espagnole. Ses souvenirs de la guerre ont été publiés de façon posthume en 2006.

## Biographie

### Enfance italienne et découverte de l'anarchisme
Fils de Giuseppe Salvadori, ouvrier des travaux publics, et d'Anna Montagnani, institutrice, Bruno Salvadori avait deux sœurs. En 1919, ils partent vivre à Livourne. En 1922, année de l'arrivée du fascisme au pouvoir, a lieu un événement qui marque la vie de Salvadori : il aperçoit la fille d'un militant socialiste en train d'être molestée par quatre jeunes fascistes. Bruno Salvadori intervient en prenant la défense de la jeune fille. Les fascistes le poursuivent mais Bruno Salvadori bien que blessé parvient à s'échapper. Il est soigné dans une maison d'anarchistes et à son réveil il reçoit la visite d'une figure historique de l'anarchisme italien : Errico Malatesta. Dans son livre de souvenirs, Bruno Salvadori écrit : Depuis ce jour-là, ma vie changea.
En effet, à partir de cette époque, Bruno Salvadori va fréquenter les milieux anarchistes. Il lit les œuvres de Bakounine, d'Élisée Reclus, de Malatesta, de Pietro Gori et de Kropotkine.

### Années d'errance entre Italie, France et Espagne
En 1928, sa mère décède. En 1929, il part vivre à Marseille d'où il est expulsé en 1930 pour « activités subversives ». Il effectue son service militaire à Mantoue (Italie). En septembre 1933, il obtient un nouveau visa pour la France. Il est probable qu'il soit devenu contrebandier à la frontière avec l'Espagne.

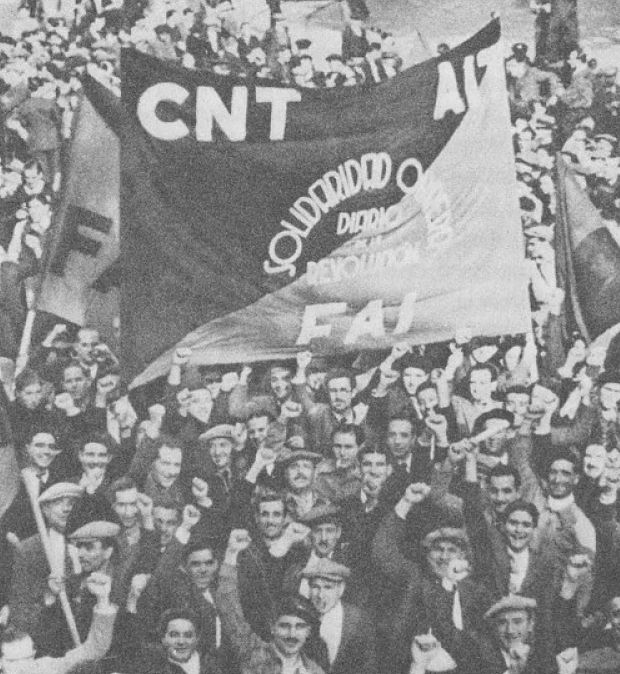
Lors d'une manifestation de masse à Barcelone, des travailleurs tiennent une banderole sur laquelle on peut lire "Solidaridad Obrera", le quotidien de la révolution espagnole (1936 ou 1937)

En décembre 1934, il est arrêté à Perpignan pour rixe. Il est condamné à quatre mois de prison. En août 1935, il est de nouveau arrêté au Boulou pour violation du décret d'expulsion et condamné à six mois de prison. La police italienne le surveille et Bruno Salvadori se déclare déserteur et antifasciste aux autorités françaises. Il vit ensuite à Barcelone où il fréquente les milieux anarchistes peu de temps avant le début de la Guerre civile espagnole. C'est à cette époque qu'il adopte le pseudonyme d'Antonio Giménez afin de brouiller les pistes de la police. Il adhère au syndicat anarchiste Confederación Nacional del Trabajo (CNT).

### Implication dans la guerre civile espagnole

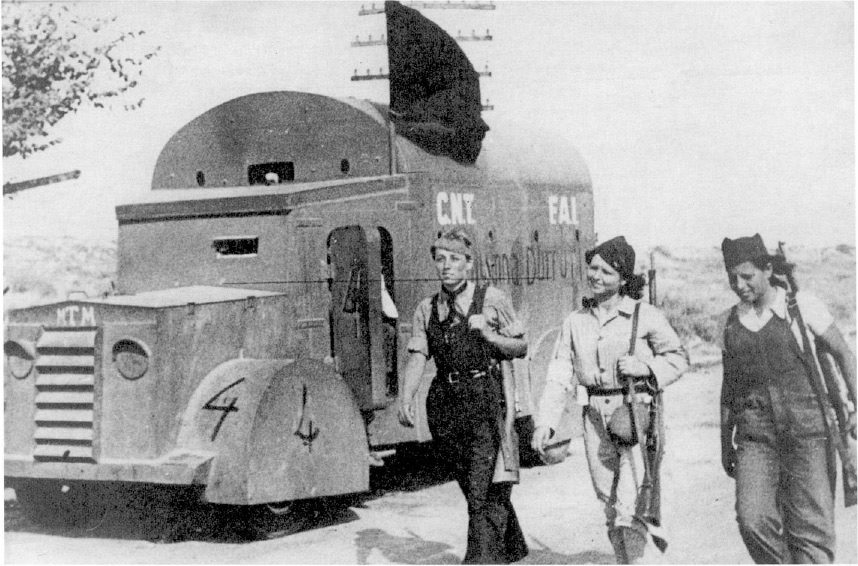
Miliciennes de la Colonne Durruti - 1936

Lorsque commence la guerre le 18 juillet 1936, Antoine Gimenez se trouve à Lérida. Josep Llados, qui l'a connu dans cette province à l'âge de 17 ans, se souvient de lui 70 ans après : « Il n’était pas du village. Je ne savais pas d’où il venait. Il avait des amis de son âge dont je ne faisais pas partie. Il était petit, pas très costaud et parlait plus ou moins catalan. Il faisait figure d’intellectuel par rapport aux autres et parlait peu. C’était ce qu’on appellerait aujourd’hui un marginal. Un jour, il a disparu, certainement lors des événements de juillet 36. »  Antoine rejoint la Colonne Durruti, et en particulier son Groupe international constitué à Pina de Ebro.
Dans ses souvenirs, publiés sous le titre Les Fils de la nuit par le collectif des Giménologues, Antoine Gimenez raconte d'une façon vivante les péripéties et les actions du groupe international de la Colonne Durruti. Il participe aux combats de Siétamo, Farlete et Perdiguera Il côtoie notamment Georgette Kokoczynski, tuée par les troupes fascistes en octobre 1936 à Perdiguera. Sur le front d’Aragon il fait la connaissance de sa future femme, Antonia Mateo Clavel.
En 1938 il est démobilisé en 1938, à l'instar de tous les volontaires étrangers. Il regagne Barcelone et y travaillera jusqu’à la Retirada. 

### Retirada, et vie en France

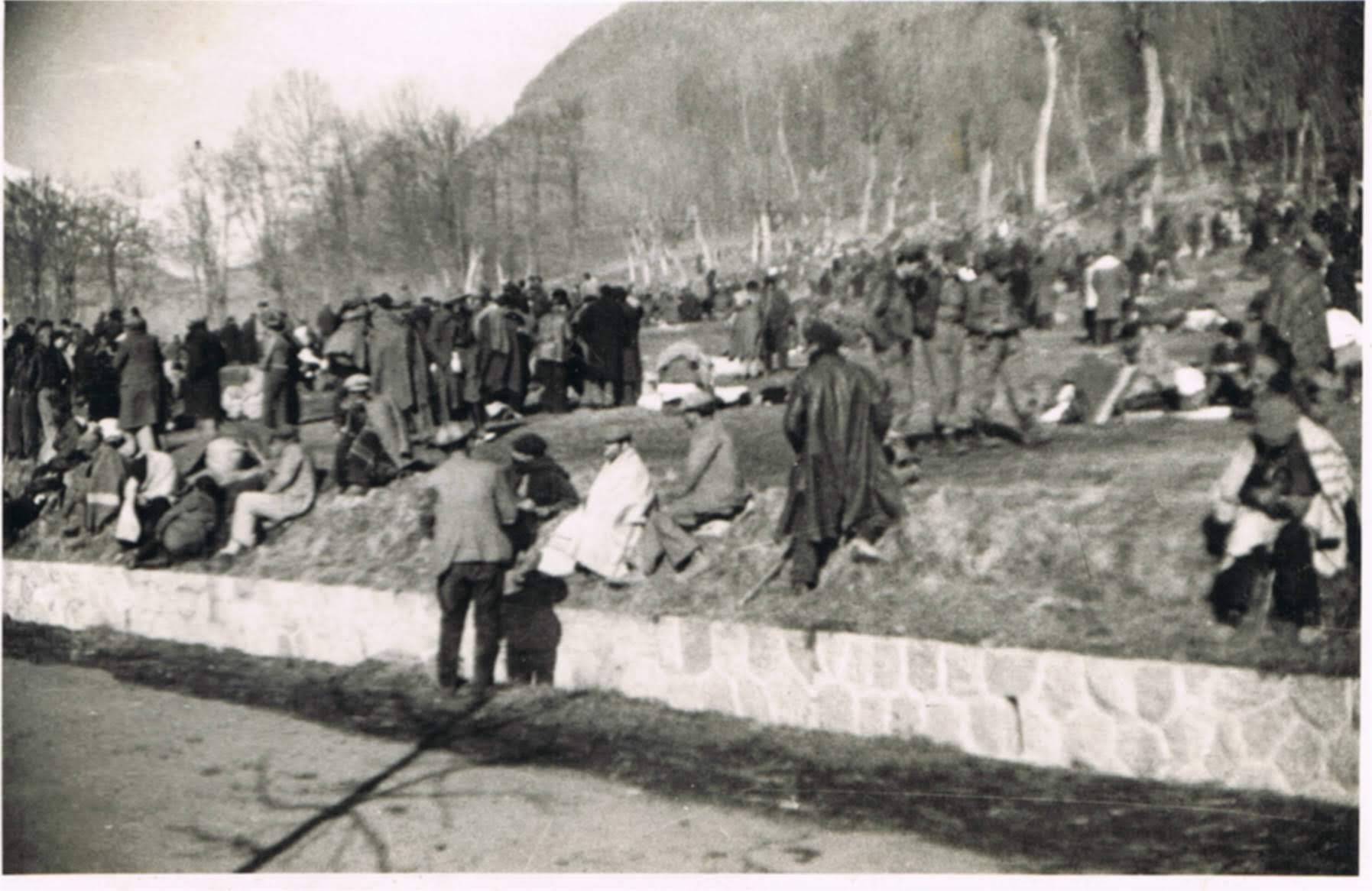
Réfugiés et exilés de la guerre d'Espagne à la frontière de Puigcerda et des Pyrénées-Orientales en 1936

Le 9 février 1939, il entre en France par Port Bou. Toujours sous le nom d’Antoine Giménez il est interné au camp d’Argelès où il intègre le groupe « Liberta o morte » qui regroupe plus d’une centaine de militants libertaires italiens.
Pendant l’Occupation il est affecté à une Compagnie de Travailleurs Etrangers, vers Royan. Il met en place quelques sabotages, puis il est affecté au chantier du barrage de Treignac, en Corèze.
Il est libéré en octobre 1944, et s'installe à Limoges avec sa famille jusqu’en 1951. Il part alors pour Marseille où il travaille à la Société des travaux du Midi. Il cesse l'activité militante.
Au début des années 1970, il commence à rédiger ses souvenirs, et en 1976 reprend contact avec le mouvement libertaire. Il fréquente alors le groupe de Marseille de la Fédération anarchiste.
Antoine Gimenez décède le 26 décembre 1982 à Marseille d’un cancer. il est enregistré à l’état civil sous son pseudonyme.